# Ospedale Militare di Baggio
L'Ospedale Militare di Baggio (ufficialmente Centro Ospedaliero Militare di Milano - abbr. COM di Milano) è un ospedale militare interforze, gestito dall'Esercito italiano, sito in zona Inganni, rione periferico di Milano.

## Storia
La realizzazione dell'ospedale venne autorizzata dal Regio Esercito nel 1926, per sostituire l'antico Ospedale militare di Sant’Ambrogio.
La costruzione cominciò nel 1928, all'interno del complesso della Piazza d'Armi, terminando con l'inaugurazione nel 1931, in un edificio ritenuto particolarmente moderno per l'epoca e in stile neorinascimentale. Vi svolse servizio militare Gianni Rodari durante la seconda guerra mondiale.
Ridottasi la sua necessità dopo la fine del servizio di leva nel 2000, è stato aperto ai civili ed una sua palazzina è stata convertita in pianta stabile in ambulatorio civile ed è rimasto sede del Dipartimento Militare di Medicina Legale con commissioni mediche legali e un poliambulatorio. Nel 2018 è riconvertito in Centro Ospedaliero Militare Interforze sotto la guida del Corpo sanitario dell'Esercito Italiano.
Durante l'emergenza COVID-19 è stato adoperato anche come centro di quarantena per i contatti positivi e ha accolto alcuni malati civili, e a partire dall'aprile 2021 viene utilizzato per somministrare il vaccino anti COVID-19.

## Servizi
- Direzione e Comando
- Dipartimento dei Servizi Ospedalieri
- Dipartimento di Medicina
- Dipartimento di Chirurgia
- Dipartimento Militare di Medicina Legale - Commissioni Medico Ospedaliere (C.M.O.)
- Comando Caserma